# Пильфоусек, Рудольф
Рудольф Пильфоусек (словацк. и нем. Rudolf Pilfousek; 2 января 1899, Хабартице, Австро-Венгрия — 1980, ФРГ) — полковник словацкой армии во время Второй мировой войны, командир Быстрой дивизии.

## Биография
Рудольф Пильфоусек родился 2 января 1899 года в Хабартице, Австро-Венгрия, в семье судетских немцев. Во время мобилизации 23 сентября 1938 года служил начальником штаба 6-й дивизии.
По результатам Мюнхенского соглашения был уволен из армии в звании подполковника Генерального штаба.

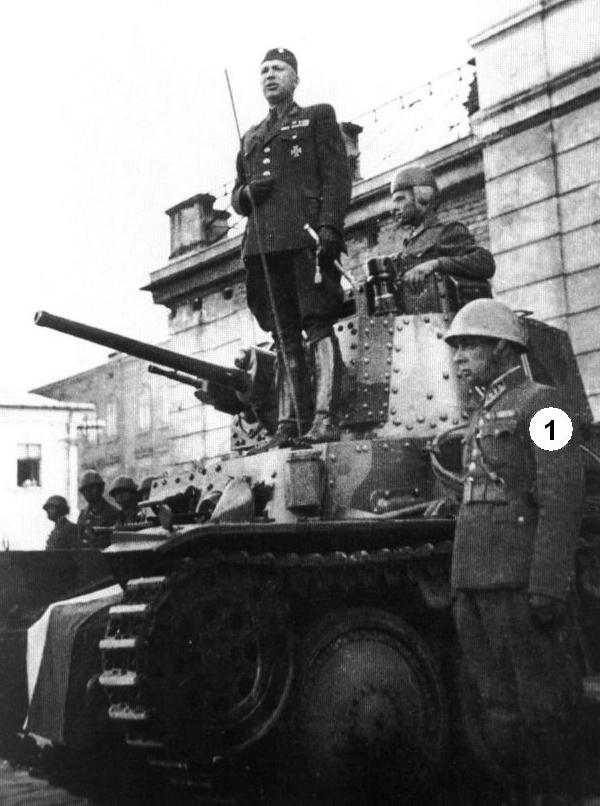
Полковник Польфоусек (под цифрой 1) и Фердинанд Чатлош, 1941 г.

31 августа 1939 вступил в Словацкую армию и принял участие в войне против Польши. В 1940 году ему было присвоено звание полковника Генерального штаба, а с 22 июня 1941 года он принимал участие в боевых действиях на Восточном фронте. Позже Пилфоусек принял командование Словацкой дивизией быстрого реагирования 7 июля 1941 года, где она сражалась во Львове, Киеве, Ростове-на-Дону и на Кубани. В 1942 и 1943 годах участвовал в антипартизанских операциях на Украине.
После окончания войны жил в Германии, где и умер в 1980 году.